# Adam Air-vlucht 574
Adam Air Vlucht 574 was een Indonesische binnenlandse vlucht van Surabaya (Java) naar Manado (Sulawesi), uitgevoerd met een Boeing 737-400 met registratie PK-KKW. Op 1 januari 2007 om 12:55 (lokale tijd) vertrok het toestel met 96 passagiers en zes bemanningsleden vanuit Soerabaja. De vlucht duurt normaal gesproken twee uur tot de eindbestemming in Manado.

## Historie
Het toestel was gepland om te landen om 16.00 (lokale tijd). Alles verliep zoals gepland totdat het vliegtuig van de radar verdween om 14:53 bij de luchtverkeersleiding in Makassar (Zuid-Celebes). De laatste plaats waar het toestel gezien is, is op 3°13′92″Z, 119°9′17″O volgens een Singaporese satelliet. Volgens de radar bevond het vliegtuig zich vlak voor het verdwijnen op een hoogte van 10.668 meter. Op het moment van het verdwijnen van het toestel was het slecht weer, met windsnelheden tot 130 km/h.
Het vliegtuig stortte neer bij de stad Polewali of in zee. Naar de exacte locatie werd meer dan een week gezocht. De omgeving waar het vliegtuig van de radar verdween heeft vulkanen met een hoogte tot 3500 meter.
Op dinsdag 2 januari 2007 werd er gezegd dat de resten van het toestel waren gevonden. Later die dag werd eerst bekend dat dit niet waar was, waarna dit vervolgens weer werd ontkend door de autoriteiten van Indonesië. Er werd enige tijd gesproken over overlevenden. Op 3 januari 2007 werd echter bekend dat deze beweringen gebaseerd waren op geruchten van de lokale bevolking. Ook berichten die zeiden dat er noodsignalen waren opgevangen bleken onjuist.
Op 7 januari waren in totaal 3600 mensen aan het zoeken. Op 8 januari werden een aantal grote metalen objecten gevonden door de sonar van een Indonesisch schip, op één kilometer diepte op de oceaan. De objecten lagen verspreid over drie plaatsen die 3-6 kilometer van elkaar afliggen. De apparatuur van de Indonesische marine was niet geavanceerd genoeg om duidelijkheid te brengen. Op dinsdag 9 januari arriveerde een Amerikaans marineschip, de USNS Mary Sears, met een betere uitrusting om de objecten te identificeren.
In de ochtend van 11 januari heeft een visser delen van de staart van het vliegtuig gevonden nabij Pare-Pare aan de zuidwestkust van Celebes. Later in januari werden steeds meer brokstukken gevonden. Op diverse stranden werd mensenhaar en brandstof gevonden, afkomstig van het vliegtuig. De zwarte doos van het toestel werd later in januari gevonden door de Mary Sears. Eind januari werd bekend dat het noodzakelijk zou zijn om een onderwaterrobot af te laten zinken om te zoeken naar wrakstukken.

## Vliegtuig
Het betrokken vliegtuig van de Adam Air was een Boeing 737-400 met registratie PK-KKW. Het toestel was ongeveer 18 jaar oud en er hadden in totaal acht luchtvaartmaatschappijen mee gevlogen. Het toestel had totaal 45.371 uur gevlogen. De laatste controle op het vliegtuig door de Indonesische ministerie van Transport vond plaats op 25 december 2005. Later in januari 2007 zou het opnieuw gecontroleerd moeten worden. Er waren geen technische problemen geconstateerd voor het opstijgen.

## Onderzoek
Uit het onderzoek van de gegevens van de flightdatarecorder en de cockpitvoicerecorder bleek een fout in het traagheidsnavigatiesysteem de aanleiding was tot het ongeval. Terwijl het toestel zich op een hoogte van 35.000 voet (10.688 m) bevond deed zich een fout voor in twee "inertial reference systems (IRS)", het (traagheids)navigatiesysteem van het vliegtuig. De bemanning was bezig met het oplossen van het probleem en schakelde de IRS naar een andere mode ("attitude"), hierop schakelde de automatische piloot uit. Beide piloten waren bezig met het oplossen van het probleem en hadden onvoldoende oog voor de besturing van het vliegtuig. Het vliegtuig rolde naar rechts en geraakte in een duikvlucht (het toestel geraakte in een stand met 100° hellingshoek naar rechts en bijna 60° nose down attitude). Pas nadat de waarschuwing "bank angle" afging werd de aandacht getrokken van de vliegers en concentreerden ze zich op het herstel van de duikvlucht. Dit herstel werd echter onjuist uitgevoerd en het vliegtuig bereikte uiteindelijk een snelheid van Mach 0,926, (490 kcas) vlak voor het neerstorten. Uiteindelijk brak het vliegtuig in stukken voordat het het water raakte.